# Jiří Tichý (neurolog)
Jiří Tichý (6. dubna 1929, Praha – 2016) byl český lékař, profesor neurologie zaměřující se zejména na problematiku laterality a úlohu cholesterolu v centrální nervové soustavě. Po sametové revoluci byl v roce 1990 prvním svobodně zvoleným děkanem 1. lékařské fakulty Univerzity Karlovy a v letech 1990–1997 přednostou Neurologické kliniky 1. LF UK a VFN v Praze.

## Profesní kariéra
Středoškolská studia začal na Spolkovém ruském gymnáziu a maturoval na gymnáziu v Michli. Poté v období 1948–1953 pokračoval studiem všeobecného lékařství na Fakultě všeobecného lékařství Univerzity Karlovy v Praze. Po promoci postupně prošel nemocnicemi v Ústí nad Labem, Karlových Varech a Terezíně, od roku 1957 pracuje na Neurologické klinice 1. LF UK, kterou v letech 1990–97 vedl.
V roce 1965 získal titul kandidát věd za práci „Cholesterol v mozkomíšním moku“ (CSc.), o čtyři roky později pak obdržel titul doktor věd za práci „Cholesterol v CNS“ (DrSc.). V období 1990 až 1993 zastával funkci děkana 1. lékařské fakulty UK v Praze.
Je či byl členem řady vědeckých rad, působil v pozici předsedy oborové rady pro postgraduální studium v oboru neurověd. Jeho žena byla pediatrička, má syna Michala Tichého – docenta neurochirurgie na 2. LF UK a Fakultní nemocnice v Motole a dceru. Spoluzakládal a řadu let řídí jako umělecký vedoucí dixieland 1. LF UK pod názvem Lékařský Umělecký Estrádní Soubor (LUES).
V roce 2009 obdržel nejvyšší ocenění České lékařské společnosti J. E. Purkyně – Purkyňovu cenu.